# Haslachburg
Die Haslachburg ist eine abgegangene Höhenburg  (Welfenburg) zwischen Weingarten und Albisreute in der Gemeinde Ravensburg im Landkreis Ravensburg in Baden-Württemberg.

## Geographische Lage
Zu beiden Seiten des Lauratals standen in früheren Zeiten Burgen. Auf der Ostseite, unterhalb von Zundelbach, die Burg Wildeneck und auf der Westseite, nicht weit von ersterer entfernt, die Haslachburg am „Walde Haslach“. An ihrem ehemaligen Standort steht heute der Barbarossastein. Das Gelände ist zum Fluss hin steil abfallend.

## Geschichte
Die Haslachburg soll 1748 vollends abgebrochen und zum Bau der Pfarrkirche in Altdorf verwendet worden sein.
Heute ist von der einstigen Burganlage nur noch der ehemalige Wall zu erahnen.

## Sagen
Die Haslachburg wird in mehreren Sagen erwähnt, unter anderem in der Sage von der Haslachburg und dem Glockenguß zu Weingarten. Auch die Sagengestalt Laura soll hier gewohnt haben. Zentrale Motive der Laurasage (Liebe eines jungen Ritters zur Tochter eines benachbarten Burgherrn, Brand jener Burg, Selbsttötung des edlen Fräuleins im Tal bei dem Stein, Tod des jungen Ritters in einer Gewitternacht) ergeben anders angeordnet in der Sage von „dem wilden Ritter“ eine ganz andere Geschichte. Der Name der benachbarten Burg ist darin nicht genannt, möglicherweise wieder die Haslachburg.
Angeblich soll hier Kaiser Friedrich Barbarossa von Hohenstaufen das Licht der Welt erblickt haben. Es gibt Fakten, die für diese These sprechen könnten: Barbarossas Mutter Juditha war eine Welfin. Und in Martin Crusius „Schwäbischer Chronik“ steht sinngemäß:
Der Kaiser Friedrich Barbarossa ist entweder zu Waiblingen oder auf dem alten Ravensburger Schlosse Haslach geboren.

Verbürgt ist auch, dass Barbarossa am 13. November 1187 mit seinem Sohn, dem Herzog Konrad, auf der Haslachburg gewohnt hat. Dem steht entgegen, dass keine zeitgenössischen Quellen die Geburt auf der Haslachburg bezeugen und insbesondere dass die Burg damals noch in welfischem Besitz war. Hans Ulrich Rudolf hält diese sagenhafte Überlieferung deshalb für „realiter mehr als unwahrscheinlich“.